# エストゥディアンテス・デ・ラ・プラタ
クルブ・エストゥディアンテス・デ・ラ・プラタ (スペイン語: Club Estudiantes de La Plata スペイン語発音: [kluβ estuˈðjantez ðe la ˈplata]) は、アルゼンチン・ブエノスアイレス州ラ・プラタを本拠地とするプロサッカークラブである。単にエストゥディアンテス（Estudiantes、[estuˈðjantes]）ともいう。ホームグラウンドは、エスタディオ・ホルヘ・ルイス・ヒルシ（Estadio Jorge Luis Hirschi）。

## 歴史
1905年、クラブ・デ・ヒムナシア・イ・エスグリマ・ラ・プラタのフットボール愛好者が、クラブと決別することを決めた。理由はヒムナシアがフットボール場を閉鎖して、フットボール部門を運営することに消極的であったからである。そして、1905年8月4日、彼らは新しいクラブを創設することにした。名称はクルブ・アトレティコ・エストゥディアンテス (Club Atlético Estudiantes)。設立時の首脳陣がみな大学生であったことから、エストゥディアンテス（学生）の名称がつけられた。
1935年にクルブ・ラ・プラタ (Club La Plata) と合併し、現在のクラブ名となった。
1965年にオスバルド・スベルディア監督が就任すると、スベルディア監督は当時としては革新的な戦術（オフサイドトラップの使用や戦術的ファールの遂行など）を用い、傑出した才能を持つ選手たちを率いて黄金期を作り上げた。
1967年にはアルゼンチンの5大クラブ以外で初めてリーグ優勝。
1968年には、コパ・リベルタドーレスの準決勝でラシン・クラブを、決勝でSEパルメイラス（ブラジル）を破り、アルゼンチンのクラブとしては3クラブ目となる南米制覇を遂げた。フアン・ラモン・ベロンはパルメイラスとの決勝3試合（ファーストレグ、セカンドレグ、プレーオフ）すべてで得点し、得点ランキング3位の9得点を挙げた。インターコンチネンタルカップではマンチェスター・ユナイテッドFC（イングランド）と対戦。ボビー・チャールトンやジョージ・ベストらが名を連ねたイングランドの名門に1勝1分で勝利し、初のクラブ世界一となった。
1969年のコパ・リベルタドーレスでは、ウニベルシダ・カトリカ（チリ）やナシオナル（ウルグアイ）を破って2連覇を達成。しかしインターコンチネンタルカップでは、ジャンニ・リベラなどを擁するACミラン（イタリア）に2試合合計2-4で敗れた。キーパーのアルベルト・ポレッティがリベラの頭にひじ打ちを食らわせて大会から永久追放されるなど、セカンドレグは大荒れの展開の試合となった。
1970年のコパ・リベルタドーレスでは、リーベル・プレートやCAペニャロール（ウルグアイ）を破って3連覇を達成。しかしインターコンチネンタルカップでは、UEFAチャンピオンズカップでACミランなどを破って優勝したフェイエノールト（オランダ）に2試合合計2-3で敗れた。この時期のエストゥディアンテスにはJ・R・ベロンの他にカルロス・ビラルドなども在籍していた。同年に現役引退したビラルドは1971年に古巣の監督に就任し、計4度に渡ってエストゥディアンテスの指揮を執った。3期目となった1982年にはアレハンドロ・サベーラなどを擁して15年ぶりのリーグ優勝を果たし、1983年のコパ・リベルタドーレスでは4度目の南米タイトルに挑戦したが、準決勝リーグでグレミオFBPA（ブラジル）に敗れ、3クラブ中2位に終わって敗退した。ビラルドがアルゼンチン代表の指揮を執った1986 FIFAワールドカップはディエゴ・マラドーナのための大会と呼ばれるが、決勝の西ドイツ戦では、1982年のリーグ優勝時にエストゥディアンテスでキャプテンを務めていたホセ・ルイス・ブラウンが先制点を挙げた。1983年以降は20年以上も無冠の時代が続いた。
1994年にはクラブにとって2回目となるプリメーラB・ナシオナル（2部）降格を経験したが、若き日のマルティン・パレルモらがいたチームは翌年にプリメーラ・ディビシオン（1部）に復帰した。1993年にはJ・R・ベロンの息子のフアン・セバスティアン・ベロンがデビューし、ヨーロッパの強豪クラブを渡り歩いた後に2006年にエストゥディアンテスに復帰した。
2005年9月、木製スタンドを禁止する法律により、本拠地スタジアム エスタディオ・ホルヘ・ルイス・ヒルシが閉鎖された。裁判所の閉鎖差し止め命令を根拠に、チームはスタジアム使用継続を主張。ラプラタ市はそれを拒否した。このため、5km離れたエスタディオ・シウダ・デ・ラ・プラタ（Estadio Ciudad de La Plata、愛称Único）にホームグラウンドを移し、最終的に13年間過ごした。2006年8月、旧スタジアム跡地に観客席2万人の新スタンドを建設することでラプラタ市と合意した。 
ディエゴ・シメオネ監督が率いたアペルトゥーラ2006はボカ・ジュニアーズを追いかける展開だったが、優勝決定戦でボカを破って23年ぶりのリーグ優勝を果たした。2008年のコパ・スダメリカーナではボタフォゴFR（ブラジル）やAAアルヘンティノス・ジュニアーズ（アルゼンチン）を破り、決勝でSCインテルナシオナル（ブラジル）に敗れたものの準優勝した。
2009年には第50回目のコパ・リベルタドーレスに出場し、グループリーグを2位通過すると、準々決勝でデフェンソール・スポルティング（ウルグアイ）を、準決勝でナシオナル（ウルグアイ）を破って決勝に進出。決勝はグループリーグで首位を譲ったクルゼイロECとの対戦となった。ホームでのファーストレグはスコアレスドローに終わり、アウェーでのセカンドレグは先制点を許す苦しい展開だったが、ガストン・フェルナンデスとマウロ・ボセーリの得点で逆転して39年ぶり4回目の優勝を果たし、親子二代での南米制覇となったJ・S・ベロンが大会最優秀選手に輝いた。同年12月にはアラブ首長国連邦で開催されたFIFAクラブワールドカップに出場したが、FCバルセロナ（スペイン）に敗れた。
2019年11月9日、改築されたスタジアム、エスタディオ・ホルヘ・ルイス・ヒルシが再オープンし、14年ぶりに本拠地として復活した。11月30日に改築後 初の公式試合がアトレティコ・トゥクマンと行われ、1-1の引き分けとなった。 

## ニックネーム
エストゥディアンテスの愛称の「Los Pincharratas (ロス・ピンチャラタス：ネズミに注射する奴ら)」は「Pinchar (注射する)」と「Rata (ネズミ)」を合わせた造語である。これは医学部の学生が研究実験のためにラットに注射をしたりするが、その様子から来ている。エストゥディアンテスは学生という名前のチームなので、学生をイメージしてできた愛称である。しかし、実際にはPincharを短縮して、単に「Pincha (ピンチャ)」と呼ばれることの方が多い。
1960年代後半のクラブ黄金期にカルロス・ビラルドらが本当にピンで相手選手を刺していたからだという説もある。

## ユニフォーム
エストゥディアンテスの設立メンバーは1stユニフォームのデザインを赤と白の縦縞にすることにした。これは設立当時、アルゼンチンで強豪クラブだったアルムニACへの憧れからであったが、あまりにもアルムニのユニフォームに似ているので、1908年に協会からデザインの変更を迫られた。その為、エストゥディアンテスは赤地に胸に太い白色の横縞1本のデザインのユニフォームに変更した。しかし、1913年にアルムニが解散したので、エストゥディアンテスは元の赤と白の縦縞のユニフォームに戻した。そのデザインが現在まで続いている。

## ライバル
エストゥディアンテスのライバルは、同じラ・プラタを本拠地とするクラブ・デ・ヒムナシア・イ・エスグリマ・ラ・プラタである。このクラシコはクラシコ・プラテンセ(又はクラシコ・デ・ラ・プラタ) と言われている。オレ紙の2005年の統計によると、このクラシコはアルゼンチンで5番目に関心を持たれているクラシコである。

## サポーター
エストゥディアンテスのサポーターとウルグアイのCAペニャロールのサポーターは仲が良い。きっかけは、エストディアンテスのサポーターのリーダーの1人、〝エル・バルバ”ゴンザレスがウルグアイ人で、彼がペニャロールのサポーターでもあったからである。彼が発端でこの2つのクラブの交流が始まり、この親交は1990年代から始まり、現在も続いている。

## タイトル

### 国内タイトル
- アマチュアリーグ : 1回
  - 1913
- プロリーグ : 5回
  - 1967M, 1982M, 1983N, 2006-07A, 2010-11A

### 国際タイトル
- コパ・リベルタドーレス : 4回
  - 1968, 1969, 1970, 2009
- インターコンチネンタルカップ : 1回
  - 1968
- コパ・インテラメリカーナ : 1回
  - 1969

## 過去の成績
| シーズン | シーズン | ディビジョン | 順位 | 試合数 | 勝 | 分 | 敗 | 得点 | 失点 | 勝ち点 | 備考                        |
| -------- | -------- | ------------ | ---- | ------ | -- | -- | -- | ---- | ---- | ------ | --------------------------- |
| 2002-03  | A        | プリメーラ   | 19   | 19     | 4  | 3  | 12 | 21   | 36   | 15     |                             |
| 2002-03  | C        | プリメーラ   | 7    | 19     | 7  | 7  | 5  | 24   | 18   | 28     |                             |
| 2003-04  | A        | プリメーラ   | 12   | 19     | 6  | 5  | 8  | 18   | 20   | 23     |                             |
| 2003-04  | C        | プリメーラ   | 14   | 19     | 5  | 6  | 8  | 19   | 29   | 21     |                             |
| 2004-05  | A        | プリメーラ   | 4    | 19     | 7  | 9  | 3  | 22   | 14   | 30     |                             |
| 2004-05  | C        | プリメーラ   | 4    | 19     | 8  | 7  | 4  | 28   | 23   | 31     |                             |
| 2005-06  | A        | プリメーラ   | 7    | 19     | 8  | 4  | 7  | 23   | 22   | 28     |                             |
| 2005-06  | C        | プリメーラ   | 11   | 19     | 6  | 6  | 7  | 25   | 31   | 24     |                             |
| 2006-07  | A        | プリメーラ   | 1    | 19     | 14 | 2  | 3  | 35   | 12   | 44     |                             |
| 2006-07  | C        | プリメーラ   | 3    | 19     | 10 | 7  | 2  | 28   | 17   | 37     |                             |
| 2007-08  | A        | プリメーラ   | 6    | 19     | 8  | 6  | 5  | 27   | 19   | 30     |                             |
| 2007-08  | C        | プリメーラ   | 3    | 19     | 11 | 6  | 2  | 30   | 21   | 39     |                             |
| 2008-09  | A        | プリメーラ   | 7    | 19     | 8  | 4  | 7  | 24   | 25   | 28     |                             |
| 2008-09  | C        | プリメーラ   | 6    | 19     | 8  | 5  | 6  | 22   | 18   | 29     | コパ・リベルタドーレス 優勝 |
| 2009-10  | A        | プリメーラ   | 8    | 19     | 9  | 4  | 6  | 28   | 19   | 31     |                             |
| 2009-10  | C        | プリメーラ   | 2    | 19     | 12 | 4  | 3  | 33   | 14   | 40     |                             |
| 2010-11  | A        | プリメーラ   | 1    | 19     | 14 | 3  | 2  | 32   | 8    | 45     |                             |
| 2010-11  | C        | プリメーラ   | 13   | 19     | 6  | 6  | 7  | 18   | 19   | 24     |                             |
| 2011-12  | A        | プリメーラ   | 14   | 19     | 6  | 5  | 8  | 24   | 24   | 23     |                             |
| 2011-12  | C        | プリメーラ   | 9    | 19     | 7  | 6  | 6  | 23   | 24   | 27     |                             |
| 2012-13  | I        | プリメーラ   | 9    | 19     | 8  | 4  | 7  | 19   | 16   | 28     |                             |
| 2012-13  | F        | プリメーラ   | 15   | 19     | 4  | 8  | 7  | 15   | 19   | 20     |                             |
| 2013-14  | I        | プリメーラ   | 9    | 19     | 6  | 9  | 4  | 16   | 14   | 27     |                             |
| 2013-14  | F        | プリメーラ   | 3    | 19     | 8  | 8  | 3  | 20   | 11   | 32     |                             |
| 2014     | -        | プリメーラ   | 6    | 19     | 9  | 4  | 6  | 23   | 23   | 31     |                             |
| 2015     | -        | プリメーラ   | 7    | 30     | 14 | 9  | 7  | 34   | 28   | 51     |                             |
| 2016     | -        | プリメーラ   | 3    | 16     | 9  | 5  | 2  | 25   | 11   | 32     |                             |
| 2016-17  | -        | プリメーラ   |      |        |    |    |    |      |      |        |                             |

## 現所属メンバー
2023年1月18日現在
注：選手の国籍表記はFIFAの定めた代表資格ルールに基づく。
| No. | Pos. |              | 選手名                     |
| --- | ---- | ------------ | -------------------------- |
| 1   | GK   | アルゼンチン | ヘロニモ・ポウルタウ       |
| 2   | DF   | アルゼンチン | エセキエル・ムニョス       |
| 4   | MF   | アルゼンチン | レオナルド・エレディア     |
| 5   | MF   | アルゼンチン | サンティアゴ・アスカシバル |
| 6   | DF   | アルゼンチン | エマヌエル・マス           |
| 7   | FW   | ウルグアイ   | マウロ・メンデス           |
| 8   | MF   | アルゼンチン | フェルナンド・スーキ       |
| 9   | FW   | アルゼンチン | レアンドロ・ディアス       |
| 10  | FW   | アルゼンチン | ベンハミン・ロレイセル     |
| 12  | GK   | アルゼンチン | フアン・パブロ・ソサージャ |
| 13  | DF   | アルゼンチン | ブルーノ・バルデス         |
| 14  | FW   | アルゼンチン | エルナン・トレド           |
| 15  | FW   | アルゼンチン | ホセ・ソサ                 |

| No. | Pos. |              | 選手名                      |
| --- | ---- | ------------ | --------------------------- |
| 17  | FW   | アルゼンチン | マウロ・ボセーリ            |
| 18  | DF   | アルゼンチン | ファビアン・ノゲーラ        |
| 19  | DF   | アルゼンチン | ネウエン・パス              |
| 20  | MF   | ウルグアイ   | マヌエル・カストロ          |
| 21  | GK   | アルゼンチン | マリアーノ・アンドゥハル () |
| 22  | MF   | アルゼンチン | フランコ・サピオーラ        |
| 25  | DF   | アルゼンチン | エロス・マンクーソ          |
| 26  | DF   | アルゼンチン | ルシアーノ・ロージョ        |
| 28  | FW   | アルゼンチン | マテオ・ペジェグリーノ      |
| 29  | DF   | アルゼンチン | レオナルド・ゴドイ          |
| 30  | MF   | アルゼンチン | ホルヘ・ロドリゲス          |
| 31  | FW   | アルゼンチン | パブロ・ピアッティ          |
| 32  | MF   | アルゼンチン | ブリアン・オロスコ          |

- 監督  マルコス・アンヘレリ

## 歴代監督
- オスバルド・スベルディア 1965-1970
- カルロス・ビラルド 1971, 1973-1976, 1982-1983, 2003-2004
- レイナルド・メルロ 2004-2005
- ホルヘ・ブルチャガ 2005-2006
- ディエゴ・シメオネ 2006-2007
- ロベルト・センシーニ 2007-2008
- レオナルド・アストラーダ 2008-2009

- セルヒオ・グリエリ 2009 (暫定)
- アレハンドロ・サベーラ 2009-2011
- ミゲル・アンヘル・ルッソ 2011
- フアン・マヌエル・アスコンサバル 2011-2012
- ディエゴ・カーニャ 2012-2013
- マウリシオ・ペジェグリーノ 2013-2015
- ガブリエル・ミリート 2015, 2019-2020
- ネルソン・ビバス 2016-2017
- グスタボ・マトサス（英語版） 2017
- レアンドロ・ベニテス（英語版） 2017(暫定), 2018-2019
- ルーカス・ベルナルディ 2017-2018
- パブロ・クァトロッキ（英語版） 2019, 2020-2021, 2022
- レアンドロ・デサバト 2020
- リカルド・ジエリンスキ（英語版） 2021-2022
- アベル・バルボ 2023-

## 歴代所属選手

### GK
- マリアーノ・アンドゥハル 2006-2009

- マリアーノ・バルボサ 2008-2009

### DF
- ラファエル・アルブレヒト 1960-1962
- カルロス・オスカール・パチャメ 1963-1971
- ラモン・アギーレ・スアレス 1966-1971
- ビセンテ・ペルニア 1969-1972

- ロベルト・モウソ 1985
- マルコス・アンヘレリ 2002-2010
- フアン・マヌエル・ディアス 2008-2009
- クレメンテ・ロドリゲス 2009-2010
- ファクンド・サンチェス 2016-2020

### MF
- アレハンドロ・ルイディアス
- エンソ・ペレス 2012
- カルロス・ビラルド 1965-1970
- ホルヘ・ソラーリ 1970

- フアン・セバスティアン・ベロン 1993-1996, 2006-2007, 2007-2012, 2013-2014, 2017
- ルシアーノ・ガジェッティ 1997-1999
- ホセ・エルネスト・ソサ 2002-2007, 2009-2010
- リオネル・スカローニ 2006-2008

### FW
- マヌエル・ペレグリナ 1938-1952, 1954-1956
- リカルド・インファンテ 1942-1952, 1957-1960
- フアン・ラモン・ベロン 1962-1972, 1975-1976, 1980-1981
- マルコス・コニグリアロ 1965-1970
- ウーゴ・エルネスト・ゴッタルディ 1976-1983
- マルティン・パレルモ 1991-1997

- セルヒオ・オマール・アルミロン 1991-1992
- エルネスト・ファリアス 1998-2004
- ベルナルド・ロメオ 2000-2001
- ファウスティーノ・アスプリージャ 2003-2004
- パブロ・ピアッティ 2006-2008
- マウロ・ボセーリ 2008-2010

## 女子チーム
プリメーラ・ディビシオンAに所属し、また女子サッカークラブにおいてラプラタを代表するクラブでもあり、2011年前期には2位になっている。2017/18年シーズンではコパ・デ・オーロ（プレーオフ）に進出できなかった7位から12位のチームで行われるコパ・デ・プラータで優勝している。